# Giovanni della Robbia
Giovanni della Robbia (Firence, 19. maj 1469 – 1529/1530) je bil italijanski renesančni kipar in keramik.

## Življenjepis
Giovanni della Robbia je bil sin Andree della Robbia (1435–1525), brat Girolama della Robbia (1488–1566) in vnuk Luca della Robbia (1399 / 1400–1482).
Velik del svojega življenja je delal kot pomočnik svojega očeta in po očetovi smrti podedoval delavnico, s čimer je okrepil barvno značilnost keramičnih izdelkov. V mnogih primerih je bilo glazirano skulpturo obeh težko ločiti in zelo veliko kosov posod Robbia, ki so jih pripisovali Andreu in celo stricu Luci, je bila res v delo Giovannija. Niti Luca niti Andrea nista imela v navadi podpisovati svojega dela, toda Giovanni je to pogosto počel, običajno je dodal datum, verjetno tudi zato, ker so drugi lončarji začeli posnemati posodo Robbia. Primeri teh imitacij so retabel v baziliki San Lucchese blizu Poggibonsija iz leta 1514, druga Madona in svetniki v Monte San Savinu iz leta 1525 in tretja v kapucinski cerkvi Arceria blizu Senigallie. Nekatere od njih so morda naredili pomočniki, usposobljeni v delavnicah Robbia.
Eno njegovih najboljših del je velik retabel v Volterri v cerkvi San Girolamo iz leta 1501; predstavlja Poslednjo sodbo in je izjemen zaradi finega modeliranja figur, zlasti nadangela Mihaela in golega klečečega lika mladeniča, ki je pravkar vstal iz groba. Še eno delo, ki je enakovredno očetovemu, od katerega je bila verjetno zasnovana figura, je vodnjak v zakristiji bazilike Santa Maria Novella v Firencah, narejen leta 1497. Gre za veliko obokano vdolbino s pogledom na morsko obalo, poslikano na ploščicah majolika zadaj. V spodnjem delu sta tudi dve poslikani majolika plošči sadnega drevja. V timpanonu loka je bel relief Madone med dvema angeloma, ki jo častita. Dolge barvne venčke s sadjem in cvetjem držijo goli dečki, ki ležijo na vrhu loka, drugi pa stojijo na vencu. Ves ta del je iz emajlirane gline, bazen vodnjaka pa je iz belega marmorja.
Giovanni ni samo kopiral del Luce in Andrea, ampak je v glini celo reproduciral marmornato skulpturo Antonia del Pollaiola, Da Settignana, Verrocchia in drugih. Njegov relief, ki ga je očitno povzel od Mina da Fiesole, obstaja v palači Castracane Staccoli. Med številnimi drugimi Giovannijevimi deli sta relief v steni zatrtega samostana v ulici Via Nazionale v Firencah in dva reliefa v Bargelu iz leta 1521 in 1522. Ta datum iz leta 1521 je raznobarven relief Rojstva in je bil vzet iz cerkve San Girolamo v Firencah. Njegova predela ima majhen relief Poklon Treh kraljev in ima napis »Hoc opus fecit Ioaes Andee de Robia, ac a posuit hoc in tempore die ultima lulli ANO. DNI. M.D. XXI.« V Pisi v Campo Santu je relief v poznejši Giovannijevi maniri iz leta 1520; to je Madona z angeli in s svetniki, prenatrpan s figurami in okraski.
Giovannijevo največje in morda najboljše delo je barvni friz na zunanji strani bolnišnice Ospedale del Ceppo v Pistoiji (sama se je začela graditi leta 1514), za katero je med letoma 1525 in 1529 prejel različne vsote denarja, kot je zapisano v dokumentih, ki še vedno obstajajo v arhivu bolnišnice. Predmeti tega friza so Sedem del usmiljenja, ki tvorijo neprekinjen kiparski pas v visokem reliefu, oblikovan na zelo širok kiparski način, vendar nekoliko surovih barv. Šest od teh reliefov je Giovannijevih in sicer: oblačenje golih, namestitev romarjev, obisk bolnikov, obisk zapornikov, pokop mrtvih, hranjenje lačnih. Sedmo, hranjenje žejnih, je leta 1585 izdelal Filippo Paladini iz Pistoie; ta zadnji je preprost iz poslikane štukature. Velike figure vrlin med prizori in medaljoni med stebri so delo pomočnikov ali posnemovalcev.
Velik osmerokoten krstilnik iz emajlirane gline s pilastri na kotih in plošče med njimi s prizori iz življenja Janeza Krstnika v cerkvi San Leonardo v Cerreto Guidi je delo Giovannijeve šole; reliefi so slikoviti po slogu in grobi pri izvedbi. Giovannijev glavni učenec je bil moški po imenu Benedetto Buglioni (1461–1521) in njegov nečak Santi Buglioni (r. 1494), ki je leta 1521 vstopil v delavnico Robbia in pomagal pri poznejših Giovannijevih delih.